# Нансі
Нансі́ (фр. Nancy) — місто та муніципалітет у Франції, у регіоні Гранд-Ест, адміністративний центр департаменту Мерт і Мозель. Населення — 105 382 осіб (2011)
Муніципалітет розташований на відстані близько 290 км на схід від Парижа, 50 км на південь від Меца.

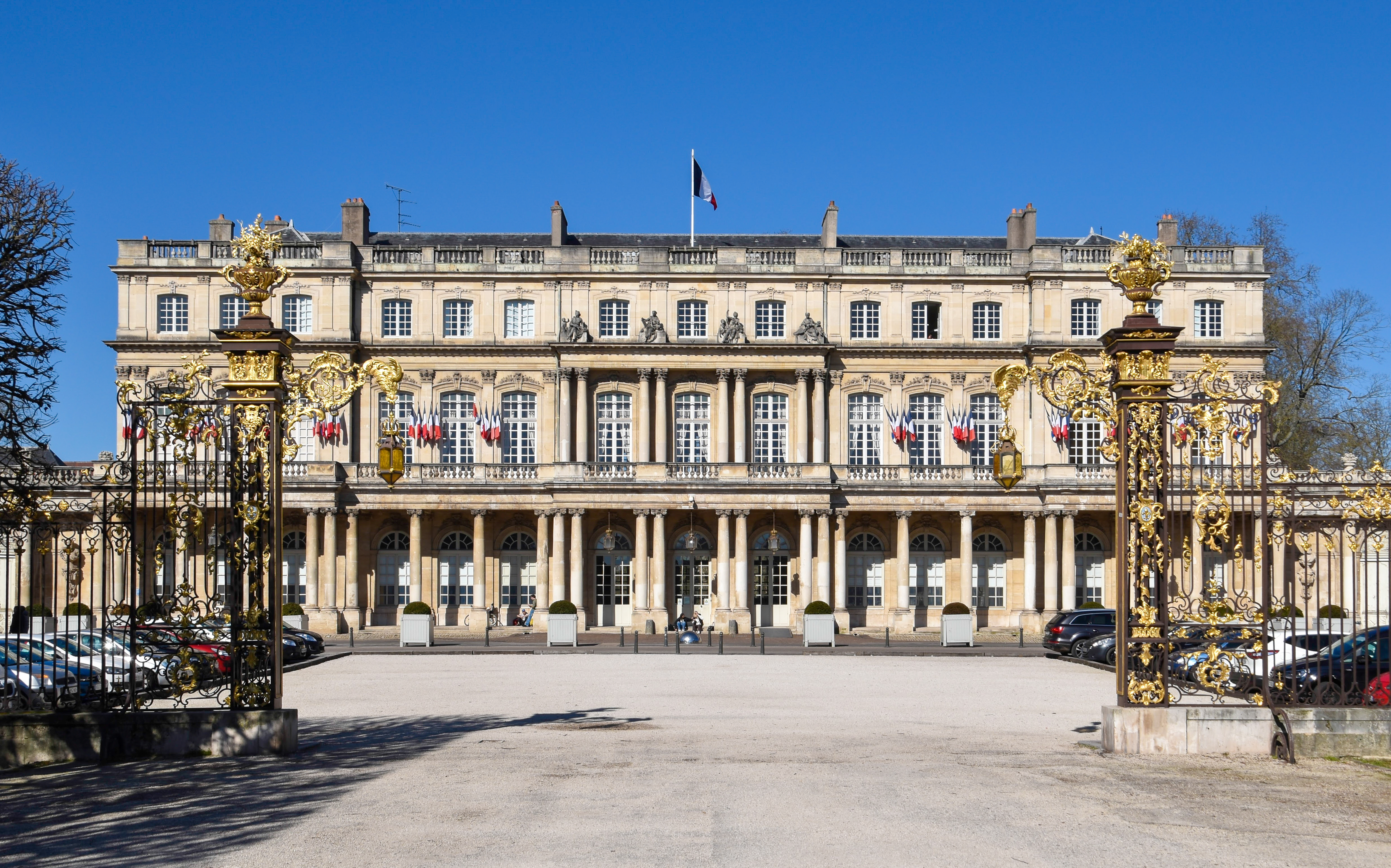

## Історія
Найдавніші ознаки людського поселення в цьому районі датуються 800 роком до нашої ери. Ранніх поселенців, ймовірно, привабила залізна руда, яку легко добувати, і брід у річці Мерт. Його назва вперше засвідчена як Nanciaco, можливо, від галльського особистого імені. Невелике укріплене місто під назвою Нансіакум (Нансі) було побудоване Жераром, герцогом Лотарингії, близько 1050 року.

Нансі було спалено в 1218 році в кінці війни за спадщину Шампані та завойовано імператором Фрідріхом II. Протягом наступних кількох століть його було перебудовано з каменю, оскільки він ставав все більш важливим як столиця герцогства Лотарингія. Герцог Бургундії Карл Сміливий зазнав поразки та загинув у битві при Нансі в 1477 році; Правителем став Рене II, герцог Лотарингії.

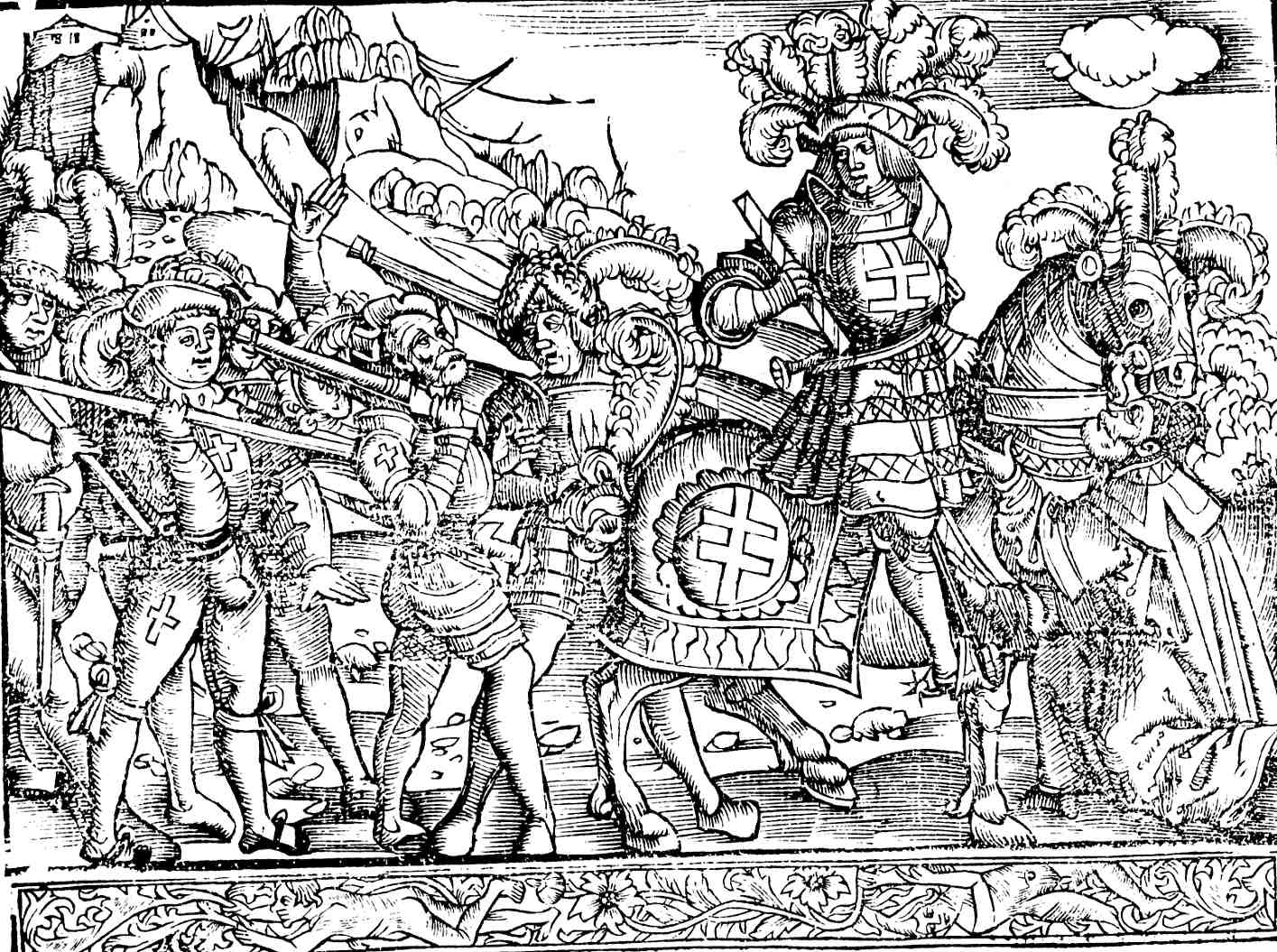
Гравюра із зображенням захоплення Нансі герцогом Лотарингії Рене II у 1477 році
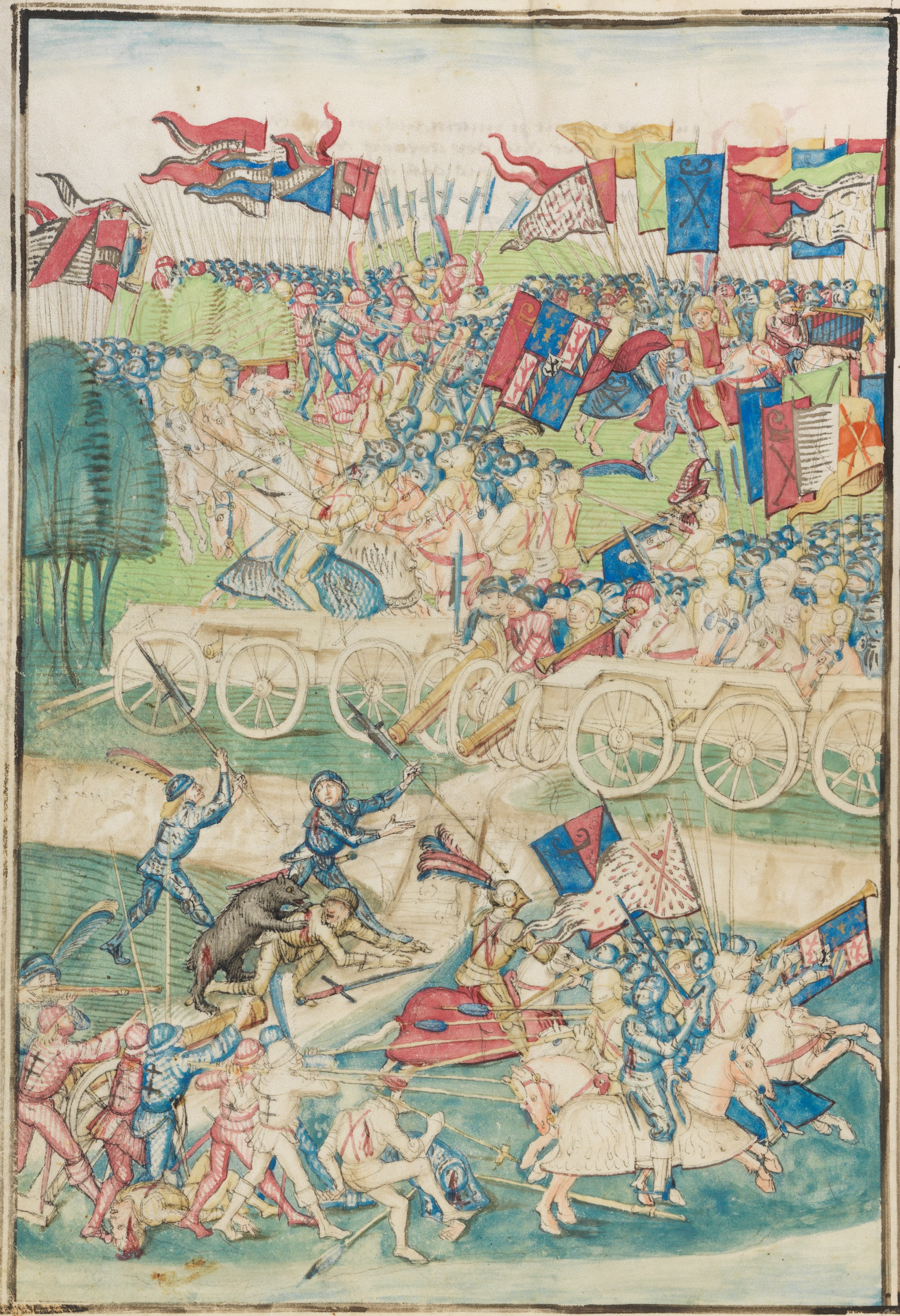
1477 рік. Битва при Нансі

Після того, як імператор Йосиф I та імператор Карл VI не змогли народити сина та спадкоємця, Прагматична санкція 1713 року залишила трон наступній дитині останнього. Це виявилася донька Марія-Терезія Австрійська. У 1736 році імператор Карл організував її шлюб з герцогом Франсуа Лотарингським, який неохоче погодився обміняти свої спадкові землі на Велике герцогство Тоскана.
Польський король у вигнанні Станіслав I Лещинський, тесть французького короля Людовика XV, отримав тоді вакантне Лотаринзьке герцогство. Під його номінальним правлінням Нансі пережив зростання та розквіт барокової культури та архітектури. Станіслав керував будівництвом площі Станіслава, великої площі та забудови, що з’єднує старе середньовіччя з новою частиною міста. Після смерті Станіслава в лютому 1766 року Лотарингія і Барруа стали регулярним урядом Королівства Франція. У 1776 році в Нансі було засновано парламент Лотарингії і Барруа.
Коли під час Французької революції у французьких збройних силах виникли заворушення, наприкінці літа 1790 року в Нансі відбувся повномасштабний заколот, відомий як справа Нансі. Кілька підрозділів, лояльних до уряду, взяли в облогу місто та розстріляв або ув'язнив заколотників.
У 1871 році Нансі залишився у складі Франції, коли Німеччина анексувала Ельзас-Лотарингію. У 1909 році тут проходила Міжнародна виставка Східної Франції з травня по листопад.
Нансі був окупований німецькими військами з 1940 року та перейменований у Нанціг. Під час Лотарингської кампанії Другої світової війни Ненсі було звільнено від нацистської Німеччини Третьою армією США у вересні 1944 року в битві при Ненсі.
У 1988 році Папа Іван Павло II відвідав Нансі. У 2005 році президент Франції Жак Ширак, канцлер Німеччини Герхард Шредер і президент Польщі Олександр Квасневський урочисто відкрили відреставровану площу Станіслава, яка була визнана об’єктом всесвітньої спадщини ЮНЕСКО в 1983 році.

## Географія

### Клімат
Нансі має океанічний клімат, хоча трохи більш екстремальний, ніж у більшості великих французьких міст. За стандартами Франції це "континентальний" клімат з певним ступенем морського (не пов'язаного з класифікацією Кеппена, оскільки, як правило, у всій країні переважає механізм, якому сприяють західні вітри).
Температури мають чіткі коливання в помірній зоні, як протягом дня, так і між сезонами, але не сильно відрізняються. Зима холодна і суха в морозному кліматі. Літо не завжди сонячне, але досить тепле. Восени часті тумани, а вітер легкий і не надто сильний. Опади, як правило, менш рясні, ніж на заході країни. Години сонячного світла майже такі ж, як у Парижі, а сніжні дні такі ж, як у Страсбурзі (найбільш схожі погодні умови). Хоча найнижча зареєстрована температура офіційно становить −26,8 °C, деякі джерела вважають температуру від −30 °C 10 грудня 1879 року до безперервних даних.

## Пам'ятки культури і архітектури

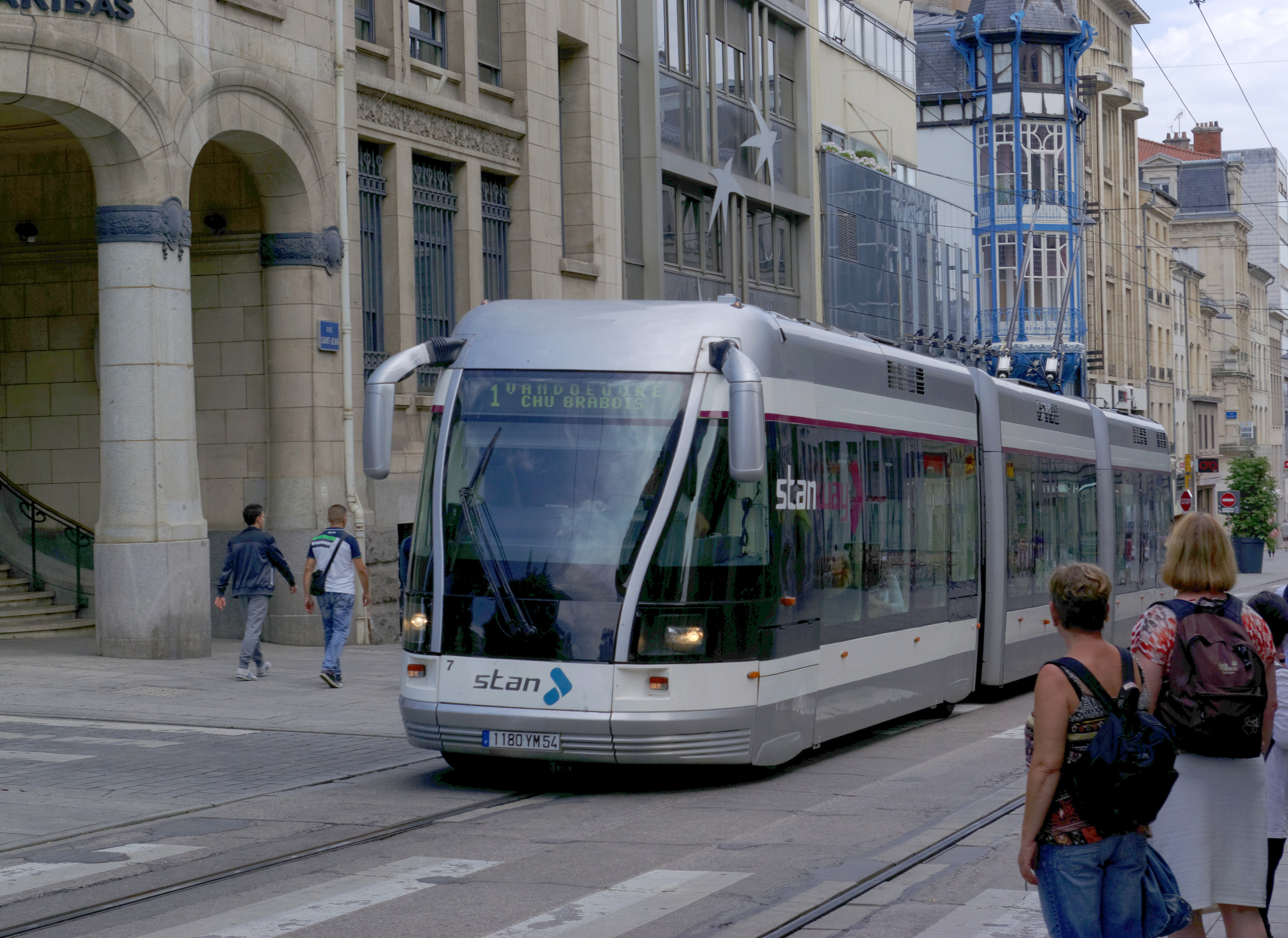
Місцевий трамвай

- Плас-Станіслас — разом з площами Плас-де-ла-Кар'єр та Плас-д'Альянс з 1083 року входить до списку Світової спадщини ЮНЕСКО.
- Герцогський палац (Нансі) (сьогодні тут розташований Лотарінзький музей)
- Музей образотворчих мистецтв (Нансі)
- Музей школи Нансі

## Заклади освіти
- Університет Анрі Пуанкаре Нансі I
- Університет Нансі II

## Персоналії
- Яель Браун-Піве (1970) — французька політична діячка. Голова Національних зборів Франції (з 2022).
- Тоні Верель (*1973) — французький футболіст.
- Жорж Маршаль (1920—1997, Моран, Дордонь, Франція) — французький актор театру, кіно і телебачення.
- Жорж Садуль — французький історик кіно і критик.

## Історія
До 2015 року муніципалітет перебував у складі регіону Лотарингія. Від 1 січня 2016 року належить до нового об'єднаного регіону Гранд-Ест.

## Демографія
Динаміка населення (Cassini-EHESS і Insee 2009 ):
Розподіл населення за віком та статтю (2006):
| Стать | Всього | До 15 років | 15-24  | 25-44  | 45-64  | 65-85 | Понад 85 |
| --- | ------ | ----------- | ------ | ------ | ------ | ----- | -------- |
| Чоловіки | 49 395 | 7024        | 12 816 | 15 827 | 9224   | 3991  | 513      |
| Жінки | 56 048 | 6682        | 15 138 | 14 872 | 10 955 | 6835  | 1566     |
| \| Статево-вікова піраміда \| Статево-вікова піраміда \| Статево-вікова піраміда \| \| ----------------------- \| ----------------------- \| ----------------------- \| \| Чоловіки \| Вік \| Жінки \| \| 513 \| 85 + \| 1566 \| \| 645 \| 80-84 \| 1786 \| \| 941 \| 75-79 \| 1736 \| \| 1122 \| 70-74 \| 1672 \| \| 1283 \| 65-69 \| 1641 \| \| 1563 \| 60-64 \| 1908 \| \| 2387 \| 55-59 \| 2998 \| \| 2569 \| 50-54 \| 2985 \| \| 2705 \| 45-49 \| 3064 \| \| 2698 \| 40-44 \| 2914 \| \| 3016 \| 35-39 \| 3090 \| \| 4186 \| 30-34 \| 3779 \| \| 5927 \| 25-29 \| 5089 \| \| 8527 \| 20-24 \| 9892 \| \| 4289 \| 15-20 \| 5246 \| \| 2245 \| 10-14 \| 2221 \| \| 2184 \| 5-9 \| 2011 \| \| 2595 \| 0-4 \| 2450 \| |        |             |        |        |        |       |          |
| Статево-вікова піраміда |        |             |        |        |        |       |          |
| Чоловіки | Вік    | Жінки       |        |        |        |       |          |
| 513 | 85 +   | 1566        |        |        |        |       |          |
| 645 | 80-84  | 1786        |        |        |        |       |          |
| 941 | 75-79  | 1736        |        |        |        |       |          |
| 1122 | 70-74  | 1672        |        |        |        |       |          |
| 1283 | 65-69  | 1641        |        |        |        |       |          |
| 1563 | 60-64  | 1908        |        |        |        |       |          |
| 2387 | 55-59  | 2998        |        |        |        |       |          |
| 2569 | 50-54  | 2985        |        |        |        |       |          |
| 2705 | 45-49  | 3064        |        |        |        |       |          |
| 2698 | 40-44  | 2914        |        |        |        |       |          |
| 3016 | 35-39  | 3090        |        |        |        |       |          |
| 4186 | 30-34  | 3779        |        |        |        |       |          |
| 5927 | 25-29  | 5089        |        |        |        |       |          |
| 8527 | 20-24  | 9892        |        |        |        |       |          |
| 4289 | 15-20  | 5246        |        |        |        |       |          |
| 2245 | 10-14  | 2221        |        |        |        |       |          |
| 2184 | 5-9    | 2011        |        |        |        |       |          |
| 2595 | 0-4    | 2450        |        |        |        |       |          |

## Міста-побратими
- Ньюкасл, Велика Британія (із 1954)
- Карлсруе, Німеччина (із 1955)
- Кір’ят-Шмона, Ізраїль (із 1984)
- Цинциннаті, США (із 1991)
- Вінниця, Україна (із 2023)

## Економіка
2010 року серед 78 931 особи працездатного віку (15—64 років) 50 999 були активними, 27 932 — неактивними (показник активності 64,6%, у 1999 році було 61,2%). З 50 999 активних мешканців працювали 43 533 особи (21 683 чоловіки та 21 850 жінок), безробітними було 7466 (4200 чоловіків та 3266 жінок). Серед 27 932 неактивних 19 062 особи були учнями чи студентами, 3641 — пенсіонерами, 5229 були неактивними з інших причин.

У 2010 році в муніципалітеті числилось 46759 оподаткованих домогосподарств, у яких проживали 85735,5 особи, медіана доходів виносила 19 189 євро на одного особоспоживача

## Уродженці
- Філіпп Жанноль (*1958) — французький футболіст, захисник.